# 努爾哈赤翼龍屬
努爾哈赤翼龍屬（意為「努爾哈赤的」）屬於翼龍目翼手龍亞目，化石發現於中國遼寧省朝陽市的義縣組，年代為下白堊紀的巴列姆階到阿普第階。

## 發現與命名

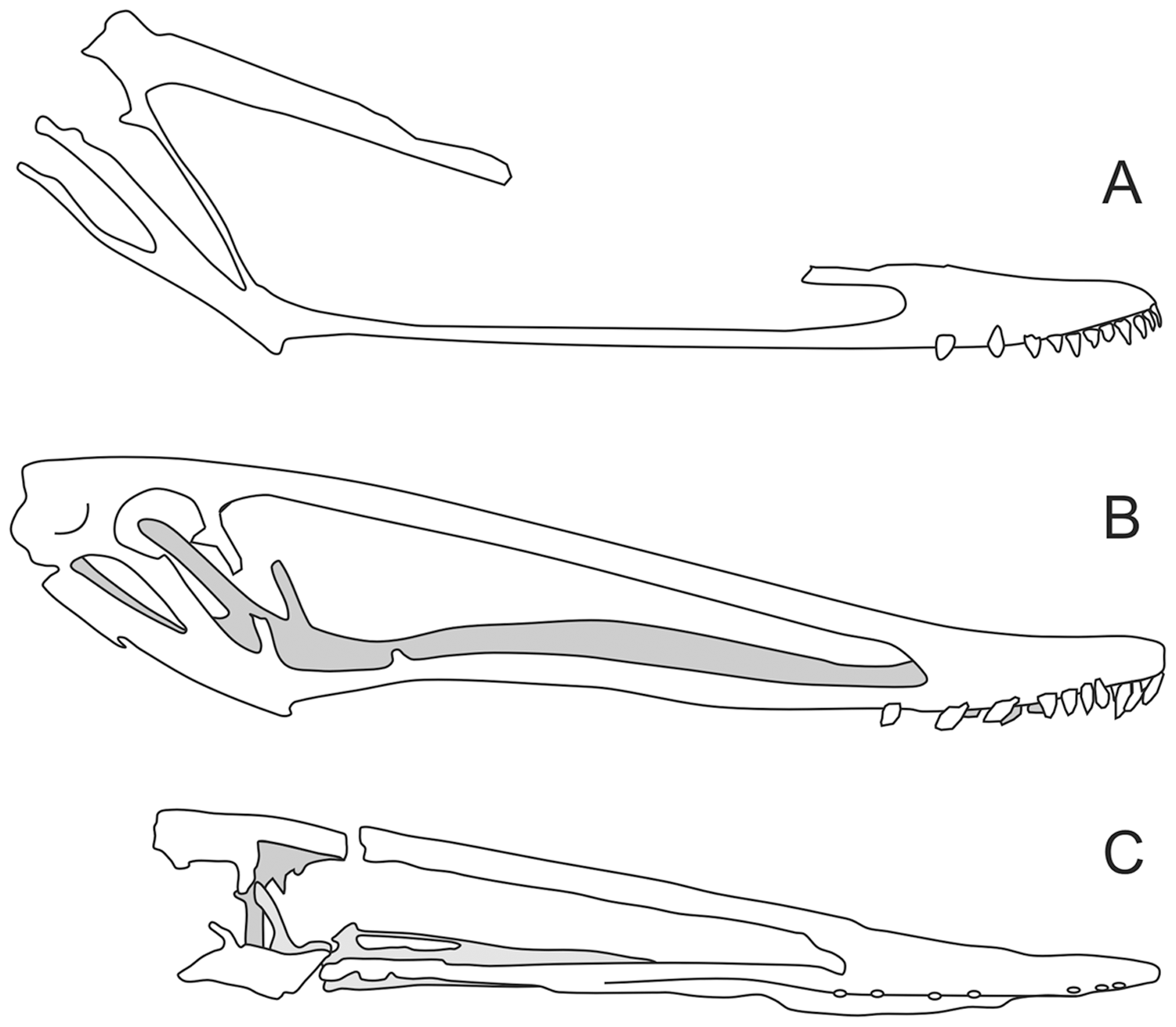
三種帆翼龍科的頭骨，最下為努爾哈赤翼龍

在2005年，汪筱林、亞歷山大·克爾納（Alexander Kellner）等人將這些化石敘述、命名。模式種是布氏努爾哈赤翼龍（N. ignaciobritoi），屬名是以後金開國者努爾哈赤為名，他的崛起處接近遼寧省朝陽市。種名則是以已逝世的巴西古生物學家Ignácio Aureliano Machado Brito為名。
努爾哈赤翼龍的正模標本（標號IVPP V-13288）是一個部份頭顱骨與骨骸。頭顱骨相當延長，長31.5公分，估計生前的完整長度約33公分。鼻眶前孔（Nasoantorbital fenestra）非常大，大約佔了頭顱骨長度的58%。下頜長度為29.1公分。牠們的頭顱骨非常類似帆翼龍的頭顱骨，尤其是側向扁平的牙齒、長的鼻眶前孔；帆翼龍生存於約同一時代的英格蘭。努爾哈赤翼龍與帆翼龍的差異在於數個細部特徵，包含：較低矮的頭顱骨、不同形狀的顴骨、牙齒緊密地排列、下頜的上緣稍為彎曲。努爾哈赤翼龍的每顆牙齒大幅向後彎曲、有三個齒根、牙齒粗壯。牙齒僅限於嘴部前段，上頜有28顆牙齒、下頜有26顆牙齒，總共有54顆牙齒。努爾哈赤翼龍的翼展估計為2.4到2.5公尺。目前已發現身體骨骼的大部分部位，除了部份頸椎、肋骨、尾巴、兩個手指還沒有被發現。

## 分類
在2005年的命名研究中，研究人員提出努爾哈赤翼龍有許多翼手龍亞目的特徵（汪筱林等人使用定義：包含無齒翼龍、帆翼龍、古魔翼龍科在內的最小演化支）。努爾哈赤翼龍的肱骨三角嵴（Deltopectoral crest）形狀扭曲，是帆翼龍、古魔翼龍科所獨有的特徵。根據汪筱林等人的親緣分支分類法分析，努爾哈赤翼龍屬於準噶爾翼龍超科的帆翼龍科。
努爾哈赤翼龍的分類位置非常接近帆翼龍，呂君昌的2006年研究也支持這個論點。在2008年，呂君昌提出努爾哈赤翼龍是遼寧翼龍的次異名。

## 外部連結
- 努爾哈赤翼龍 The Pterosaur Database網站
- 努爾哈赤翼龍 The Pterosauria網站
- 努爾哈赤翼龍的頭顱骨圖片 The Grave Yard網站